# Hopanoidy
Hopanoidy – grupa organicznych związków chemicznych o szkielecie hopanu, o budowie podobnej do steroli. Występują u bakterii, u których pełnią podobne funkcje jak sterole u eukariontów – wbudowują się do błony cytoplazmatycznej, nadając jej sztywność i wytrzymałość.

Porównanie budowy hopanoidów i steroli
Diplopten, związek z grupy hopanoidów
Cholesterol, związek z grupy steroli